# Suchoi Su-25
Die Suchoi Su-25 (russisch Сухой Су-25, NATO-Codename: Frogfoot) ist ein Erdkampfflugzeug, das in der Sowjetunion entwickelt wurde. Es hatte 1975 seinen Erstflug und wird bis heute von den russischen und anderen Luftstreitkräften eingesetzt.

## Geschichte
Die Entwicklung der Su-25 begann im Jahr 1968. In dieser Zeit schuf bei Suchoi eine Gruppe unter der Leitung von Schuri W. Iwaschetschkin erste Entwürfe einer intern T-8 genannten Maschine. Ihr geistiger Ahnherr war die Iljuschin Il-2 „Schturmowik“ des Zweiten Weltkrieges. Zunächst war das Interesse staatlicher Stellen zurückhaltend; dies änderte sich erst in den Jahren 1972/1973. Der erste Prototyp wurde im Jahr 1974 fertiggestellt. Am 22. Februar 1975 startete Wladimir Sergejewitsch Iljuschin mit dem ersten noch mit zwei 25,5 kN Schub liefernden Triebwerken des Typs RD-9 und nach unten schwenkbarer 23-mm-Kanone ausgerüsteten Prototyp T-8-1 in Schukowski zum Erstflug. Die weiter modifizierte T-8-2 (längere Tragflächen und modifizierte Klappen) wurde erstmals am 26. Dezember 1975 von W. P. Walsiljew geflogen. Beide Prototypen wurden später auf R-13-300 umgerüstet. Bei den ersten Serienmaschinen kamen jedoch die neuentwickelten Triebwerke des Typs R-95Sch mit 40,17 kN Schub zum Einsatz. Diese wurden in Tiflis (Georgien) bei Tbilawijastroi gebaut, wo die erste Mustermaschine für die Serie (T-8-3) am 18. Juni 1979 zum Erstflug startete. Diese Maschine und der umgerüstete und nun als T-8-1D bezeichnete erste Prototyp wurden im Rahmen einer Truppenerprobung von April bis Juni 1980 bei insgesamt 44 Einsätzen in Afghanistan verwendet. Am 19. September 1979 flog das als T-8-4 bezeichnete erste Exemplar der Vorserie erstmals.
Die Su-25 stand in Konkurrenz zur Iljuschin Il-102. Suchoi setzte sich durch und erhielt Serienaufträge der sowjetischen Luftstreitkräfte.
Nach ihrer Identifizierung durch die NATO im Jahr 1977 erhielt die Su-25 zunächst die provisorische Bezeichnung Ramenskoje Ram-J. Den NATO-Codenamen Frogfoot erhielt sie im Jahr 1981. Ihr russischer Spitzname ist „Грач/Gratsch“ (Saatkrähe).
Ende 2019 befanden sich noch etwa 490 Exemplare im Einsatz.

## Entwurf

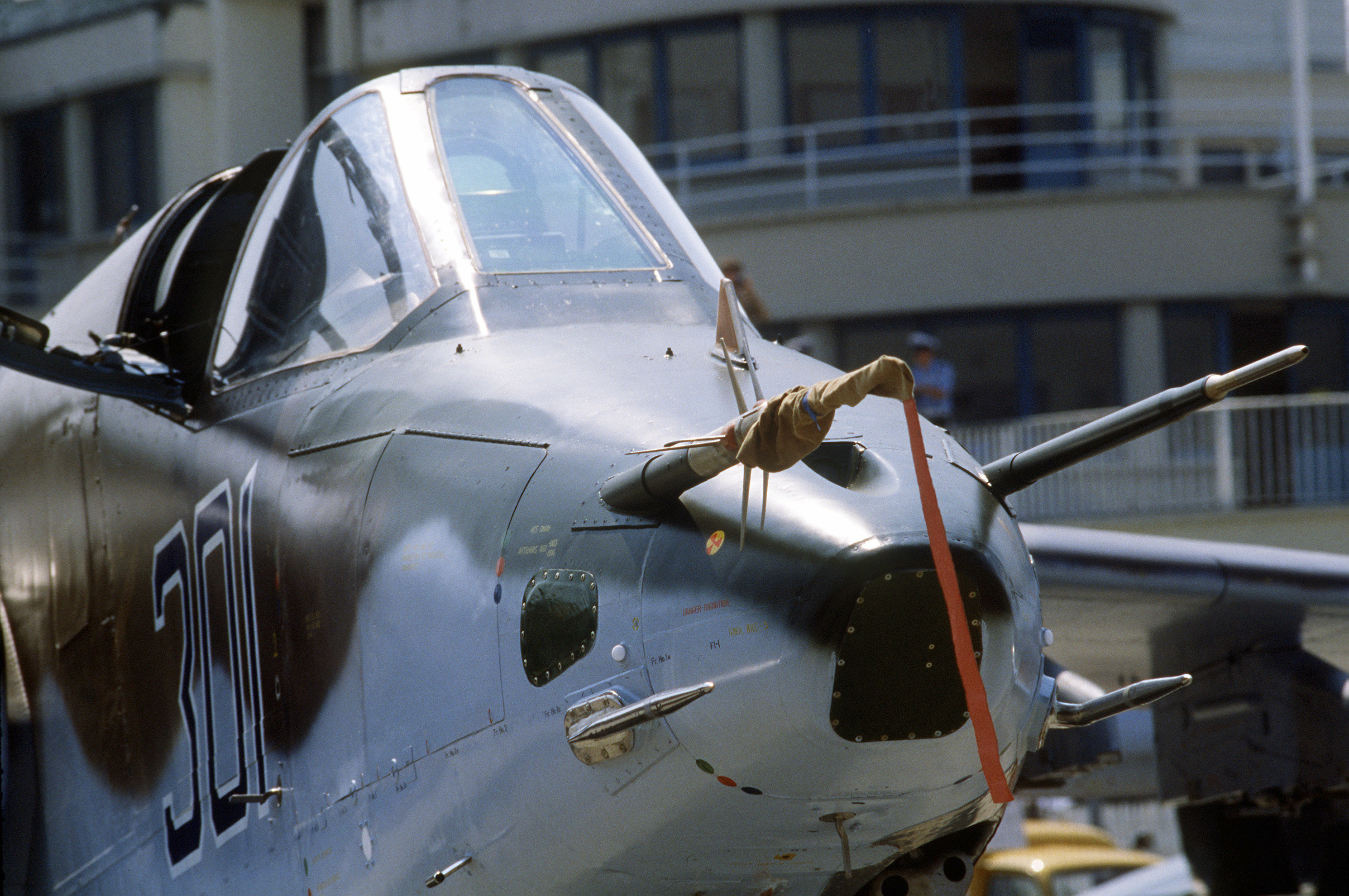
Frontansicht einer Su-25

Schema der Panzerung

Im Vergleich zur US-amerikanischen Fairchild-Republic A-10 ist die Su-25 kleiner dimensioniert, die Triebwerke sind in seitlichen Gondeln am Rumpf in schützenden Gehäusen aus rostfreiem Stahl angebracht. Wie bei der A-10 sind auch bei der Su-25 die Pilotenkabine und die wichtigsten Teile der Offensivelektronik durch eine geschweißte, 12 bis 24 Millimeter starke, Titanwanne geschützt. Die Pilotenkanzel hat eine Frontscheibe aus Panzerglas. Das Flugzeug ist mit einem robusten Fahrwerk für Operationen auf Feldflugplätzen ausgestattet und benötigt eine Startbahn von rund 1200 Metern Länge. Unter den Tragflächen können acht Behälter mitgeführt werden, welche die gesamte Ausrüstung für autonome Einsätze auf Feldflugplätzen enthalten, auf denen lediglich Treibstoff und Munition verfügbar sind. Die Su-25 verfügt über selbstabdichtende Tanks in Rumpf und Tragflächen mit einer maximalen Kapazität von 3660 Litern Kraftstoff. Viele Systeme der Steuerung und Regelung sind zur Erhöhung der Überlebenswahrscheinlichkeit mehrfach ausgeführt oder durch spezielle Vorrichtungen aus Stahl zusätzlich geschützt.
Die Suchoi Su-25T ist eine aus der Suchoi Su-25 kampfwertgesteigerte und auch für die Panzerbekämpfung entwickelte einsitzige Allwetterversion, im hinteren Cockpit sind Avionik sowie ein Treibstofftank eingebaut. Der Erstflug des Prototyps T-8M fand am 17. August 1984 statt.

## Modernisierung

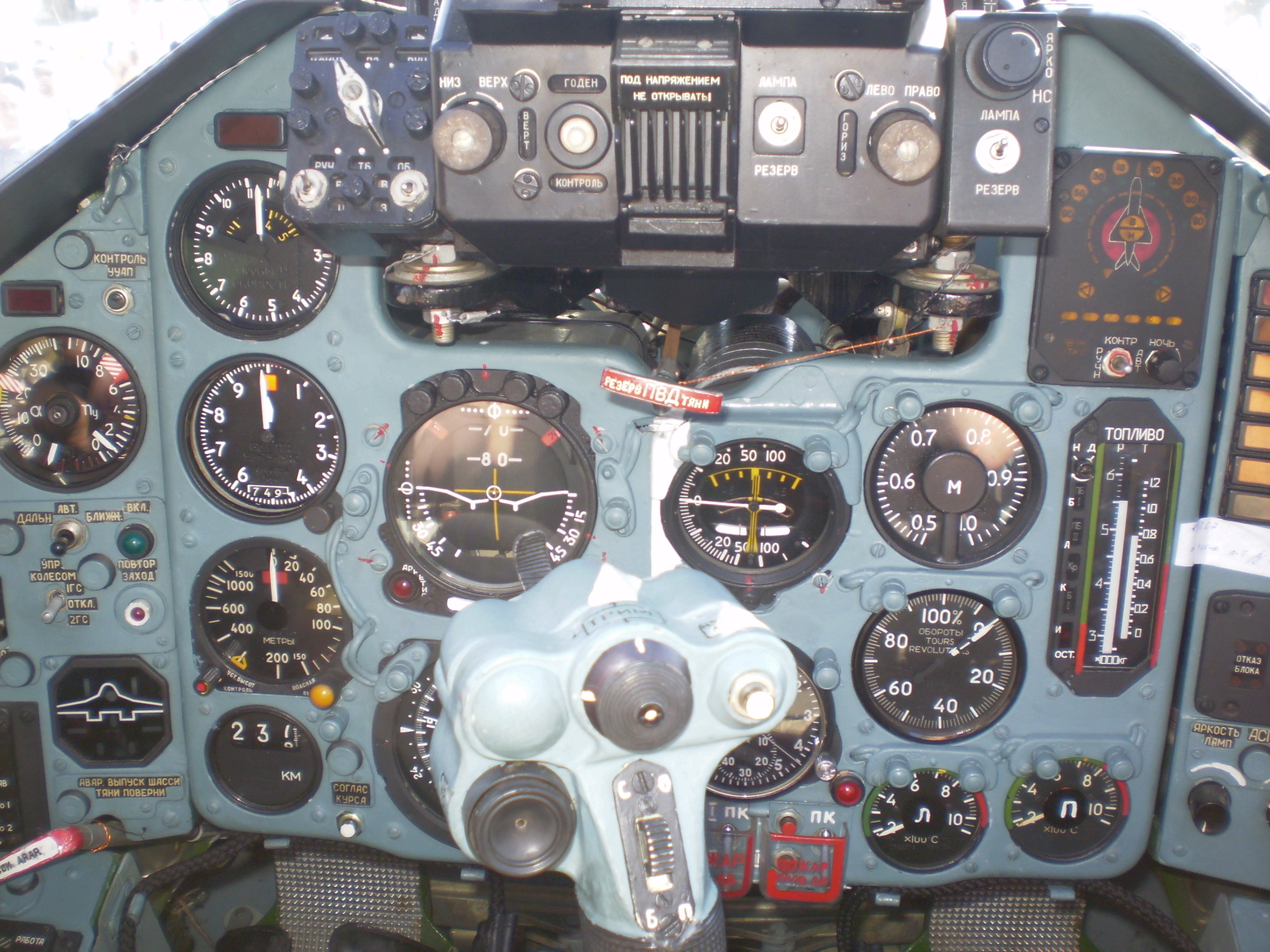
Mittleres Gerätebrett und Steuerknüppel einer Su-25

### Su-25SM
Die Su-25T wurde nur als Vorserie gebaut und nie eingeführt. Nach dem Zusammenbruch der UdSSR befand sich die Fertigungslinie der einsitzigen Su-25 in Tiflis (Georgien). Die russischen Su-25 waren fortan vom Hersteller abgeschnitten, die Einsatzbereitschaft sank bis 1998 auf 30 Prozent. Um die Schlachtflugzeuge Su-25 ins 21. Jahrhundert zu bringen, begann im Jahr 2000 ein Modernisierungsprogramm. Vor allem Kampfwertsteigerungen im Bereich der Avionik und Bewaffnung sowie eine Überarbeitung der Zelle zur Dienstzeitverlängerung brachten die Leistung der teilweise zwanzig Jahre alten Flugzeuge auf ein angemessenes Niveau. Die erste Maschine „Rote 33“ flog am 5. März 2002, eine zweite Maschine „Rote 19“ im April 2003. Es folgte die Waffensystemerprobung bis September 2006. Die ersten sechs Maschinen wurden am 26. Dezember 2006 auf dem Militärflugplatz Kubinka an die russischen Luftstreitkräfte übergeben. Sie gingen zum 368. SchAP (Schlachtfliegerregiment). Modernisiert werden die Flugzeuge im 121. Flugzeug-Ausbesserungswerk in Kubinka. Bis Ende 2007 folgten weitere sechs Maschinen („Rote 07“ bis „Rote 12“).
Die Kommunikations- und Navigationssysteme wurden so abgestimmt, dass die Su-25SM mit MiG-31BM, Su-34 und Su-24M2 zusammenwirken kann, was die Effektivität über dem Gefechtsfeld steigert. Auch eine Leitung via A-50M kann erfolgen. Das Cockpit ist mit zwei farbigen LCD-MFDs modern und übersichtlich gestaltet, jedoch aus Platzgründen auch mit Analoginstrumenten ausgestattet. Ebenfalls neu sind der Waffenleitrechner Pantera und das Radar Kopjo-25SM. Das Waffenleitsystem PrNK-25 Bars verknüpft nun alle Sensoren, zu denen auch der Laserzielbeleuchter Klijon-PS gehört. Der Bordcomputer soll der neuen BtsWM-Serie entstammen. Auch die Systeme für EloKa wurden modifiziert.

### Su-25UBM
Ausgehend von der Su-25SM wurde ein Modernisierungsprogramm für das Ausbildungsschlachtflugzeug Su-25UB ins Leben gerufen. Die zweisitzige Maschine soll nicht nur zur Ausbildung herangezogen werden, sondern auch verstärkt Nachteinsätze durchführen können. Auch fallen Grenzüberwachung, Aufklärung und Schiffsabwehr im Küstenvorfeld mit unter das Aufgabengebiet. In der hinteren Kabine findet bei Einsätzen der Waffensystemoffizier Platz. Die erste Su-25UBM „Weiße 21“ wurde bereits auf der MAKS-2007 präsentiert. Der Erstflug fand am 6. Dezember 2008 statt. Die Erprobung, einschließlich Waffentest, war im Dezember 2010 abgeschlossen. Modernisiert werden die Maschinen bei UUAZ in Ulan-Ude. Da die Su-25UB hier auch im gleichen Werk gebaut wurde, scheint auch eine erneute Serienproduktion möglich. Zwölf Maschinen wurden Ende 2010 vom russischen Verteidigungsministerium bestellt.
Die Avionik gleicht im Prinzip der in der Su-25SM eingesetzten. Das Datenlinksystem der Su-25UBM wurde jedoch weiter modifiziert. So kann die Maschine zur Gefechtsfeldüberwachung, Luftraumüberwachung und Zielzuweisung genutzt werden. Das vordere Cockpit ist ähnlich dem der Su-25SM mit zwei farbigen LCD-MFDs ausgestattet. Im hinteren Cockpit finden sich drei LCD-MFDs sowie Systeme zur Steuerung TV-gelenkter Luft-Boden-Waffen. Zwei EloKa-Pods können unter den Tragflächen unabhängig angebracht werden, ohne dass dabei Waffenpylone genutzt werden müssen.
Die Zuladung steigt von vier auf fünf Tonnen. Mit EloKa-Pods können acht Unterflügelpylone genutzt werden. Es können Luft-Boden-Lenkwaffen Ch-29L, Ch-29T, Ch-25ML, S-25LD oder steuerbare Bomben KAB-500Kr, KAB-500KB und KAB-500L, Antischiffraketen Ch-31A, Ch-35U oder Antiradarraketen Ch-31P mitgeführt werden. Vermutlich sind bereits Schnittstellen für die nächste Generation von Luft-Boden-Waffen vorhanden, deren Systeme dann nur noch integriert werden müssen. Obwohl alle russischen Quellen das Gegenteil behaupten, dürften die Systeme für den Panzerabwehrraketenkomplex Ataka-W vorhanden sein. An ungelenkten Luft-Boden-Waffen können Raketen S-8, S-13, S-24B, S-240OFM sowie Bomben AB-500, RBK-500, ZB-500, AB-250, RBK-250, AB-100 und Kanonenbehälter KMGU und SPPU-22 eingesetzt werden. Verblüffend ist die Fähigkeit zum Einsatz von Mittelstrecken-Luft-Luft-Raketen R-77 und R-27R. Zur Selbstverteidigung können Luftkampfraketen R-73M2 eingesetzt werden. Auch eine 30-mm-Kanone GSch-302 ist vorhanden. Die Su-25UBM kann zur Aufklärung vermutlich die gesamte Palette russischer Aufklärungsbehälter mitführen. Zur Überführung können bis zu vier Abwurftanks PTB-800 oder PTB-1150 mitgeführt werden.
Bisher gibt es nur ein Upgrade für exportierte Su-25K in Form der Su-25KM von Elbit. Usbekistan will alle 40 Su-25 auf diesen Standard bringen, auch die tschechischen und slowakischen Su-25K könnten dieses Upgrade durchlaufen mit dem Ziel, die Maschinen NATO-kompatibel zu machen. Jedoch bietet das SM-/UBM-Programm weit mehr Fähigkeiten und die größere Bandbreite an möglichen Waffen. Nach dem Start des russischen Programms hieß es, die Ukraine und Belarus seien daran beteiligt. Inwieweit die Ukraine das mit ihrer zunehmenden Ausrichtung zur NATO noch nutzen kann bzw. darf, ist unklar, allerdings könnte Belarus im Zuge der russisch-belarussischen Militärkoalition seine Su-25 problemlos dem russischen Upgrade unterziehen. Auch für andere Nutzer der Su-25K wäre es eine Alternative.
Vorerst wurde lediglich ein Vertrag zur Modernisierung der Su-25 des 368. SchAP unterzeichnet. Da jedoch auch die US Air Force ihre A-10A-Flotte für mindestens weitere zwanzig Jahre zur A-10C modernisieren will, ist zu erwarten, dass die WWS größere Posten ihrer Su-25 modernisieren wird. Auch die wachsende Gefahr durch Terror und somit wichtige Fähigkeiten zu Präzisionsschlägen machen die Modernisierung unabdingbar. Bis Ende 2008 werden 20 Su-25SM ausgeliefert sein. Das SM-/UBM-Programm ist kostengünstig durchzuführen und die modernisierten Maschinen teilen sich ein gemeinsames Logistiksystem mit Su-34 und Su-24M2, was die Kosten bedeutend senkt. Falls es gelingt, pro Jahr zehn bis 15 Su-25 zu modernisieren, könnten bereits 2015 zwischen 70 und 120 Flugzeuge ausgeliefert sein. Nachdem sich auch Gerüchte über eine erneute Erprobung der Su-39 wieder verbreiten, scheint klar zu sein, dass es mit dem SM-/UBM-Programm nicht getan sein wird. Obwohl Jakowlew auf Basis des Kampftrainers Jak-130 ebenfalls eine Reihe leichter Kampfflugzeuge (darunter eine Erdkampfversion) entwickelt, stehen die WWS zu ihrem bewährten Flugzeug, das auch in den kommenden zwanzig Jahren einen wichtigen Platz im Inventar einnehmen wird.

### Su-28

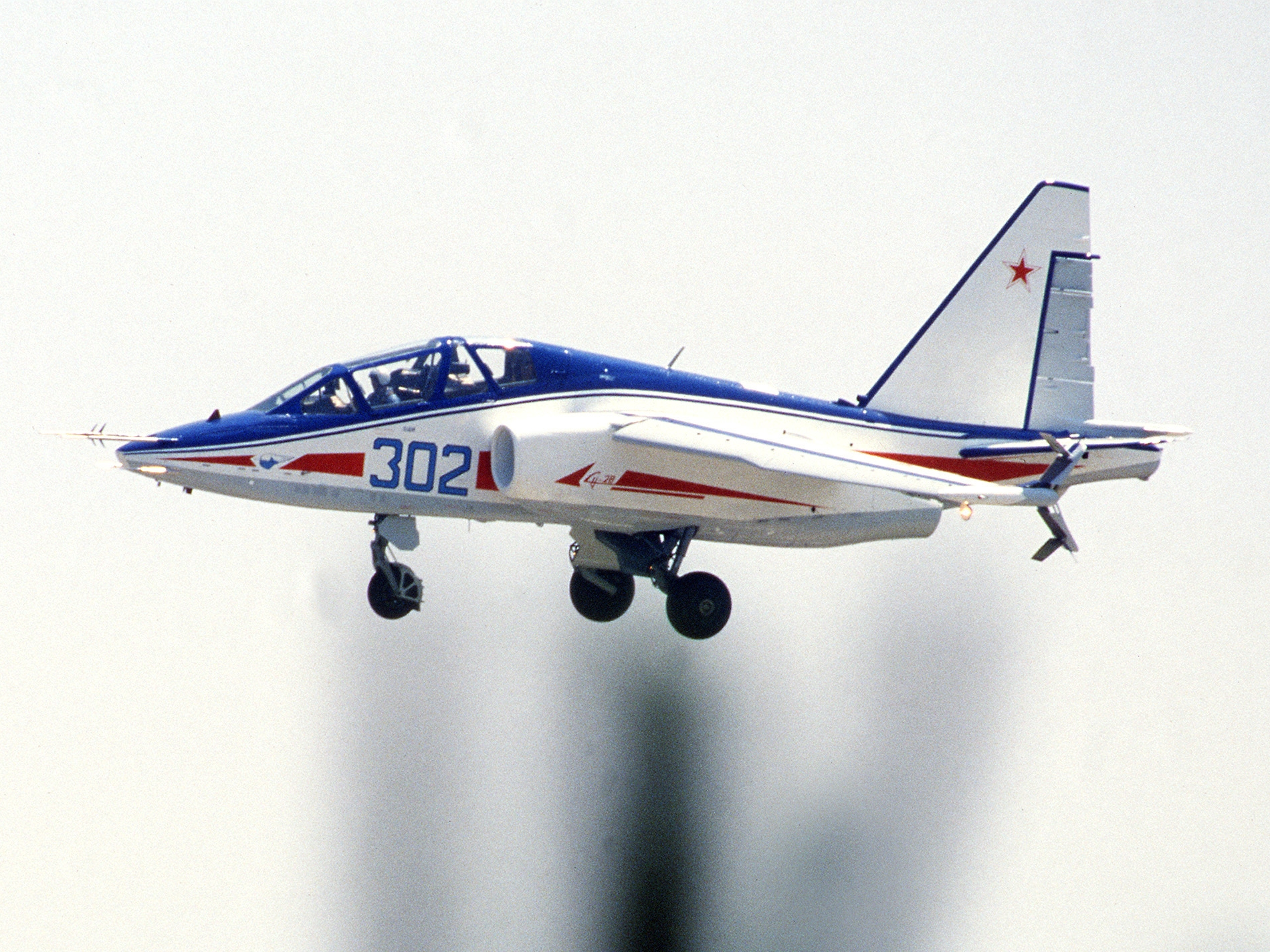
Suchoi Su-28

Die Suchoi Su-28 (auch als Su-25UT – Utschebno-trenirowotschny – bezeichnet) ist ein Strahltrainer auf der Basis der Su-25UB, das auf private Initiative von Suchoi entwickelt wurde. Die Su-28 ist wesentlich leichter als ihr Ausgangsmuster Su-25 und sollte die tschechoslowakische Aero L-39 Albatros ersetzen. Zur Gewichtsreduktion wurden sämtliche Panzerungen und Waffenlenksysteme wie auch die Bordkanone weggelassen. Die Anzahl der Außenlastenträger wurde von zehn auf vier reduziert. Es war geplant, die Su-28 als Basisstrahltrainer bei der DOSAAF einzusetzen.

### Su-39
Bei der Su-39 handelt es sich um eine Weiterentwicklung der Su-25T. Die Kampffähigkeit wurde bei der Su-39 weiter erhöht und die Avionik verbessert. Sie verfügt nun über Laser-, TV- und Infrarotkomponenten. Die vorher im Rumpf eingebaute 30-mm-Kanone wurde aus Platzmangel auf die rechte Seite verlegt.
In der Entwicklungsphase firmierte das Projekt unter der Bezeichnung Su-25TM. Mitte der 1990er Jahre wurden einige Dutzend der Maschinen gebaut und eine Reihe von Varianten für verschiedene Einsatzzwecke projektiert. Der Erstflug der ersten Serienversion war am 15. August 1995. Die technischen Verbesserungen umfassen unter anderem modernere Ortungs- und Zielerfassungssysteme, die Kapazität zum Tragen modernerer Waffensysteme sowie eine bessere Kühlung und damit Tarnung der Maschine.
Das russische Verteidigungsministerium ist vermutlich aus finanziellen Gründen der Ansicht, dass die Jakowlew Jak-130 und die von ihr abgeleitete Schlachtflugzeugversion Jak-131 ausreichen, um die Su-25 zu ersetzen. Die russischen Luftstreitkräfte hatten sich jedoch für die Su-39 ausgesprochen, weil deren Waffenlast höher und für die Piloten keine große Umstellung gegenüber der Su-25 nötig ist. Außerdem ist sie mit Vielstofftriebwerken ausgerüstet und leichter zu warten. Das Werk in Ulan-Ude ist seit 1995 auf die Serienproduktion vorbereitet. Es stehen zwölf unfertige Maschinen in den Werkhallen.

## Versionen

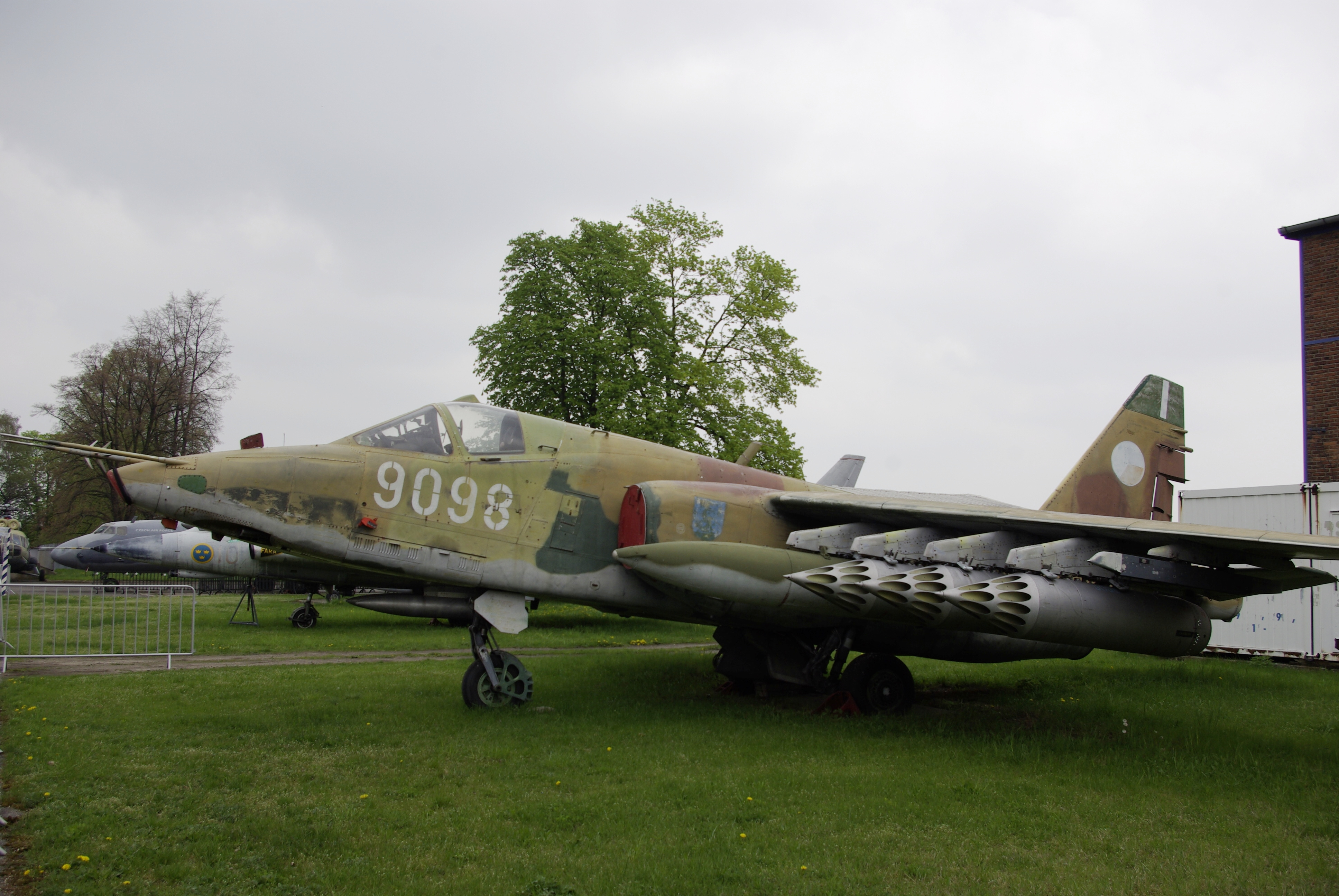
Exportversion Su-25K der tschechoslowakischen Luftstreitkräfte, Kbely 2013

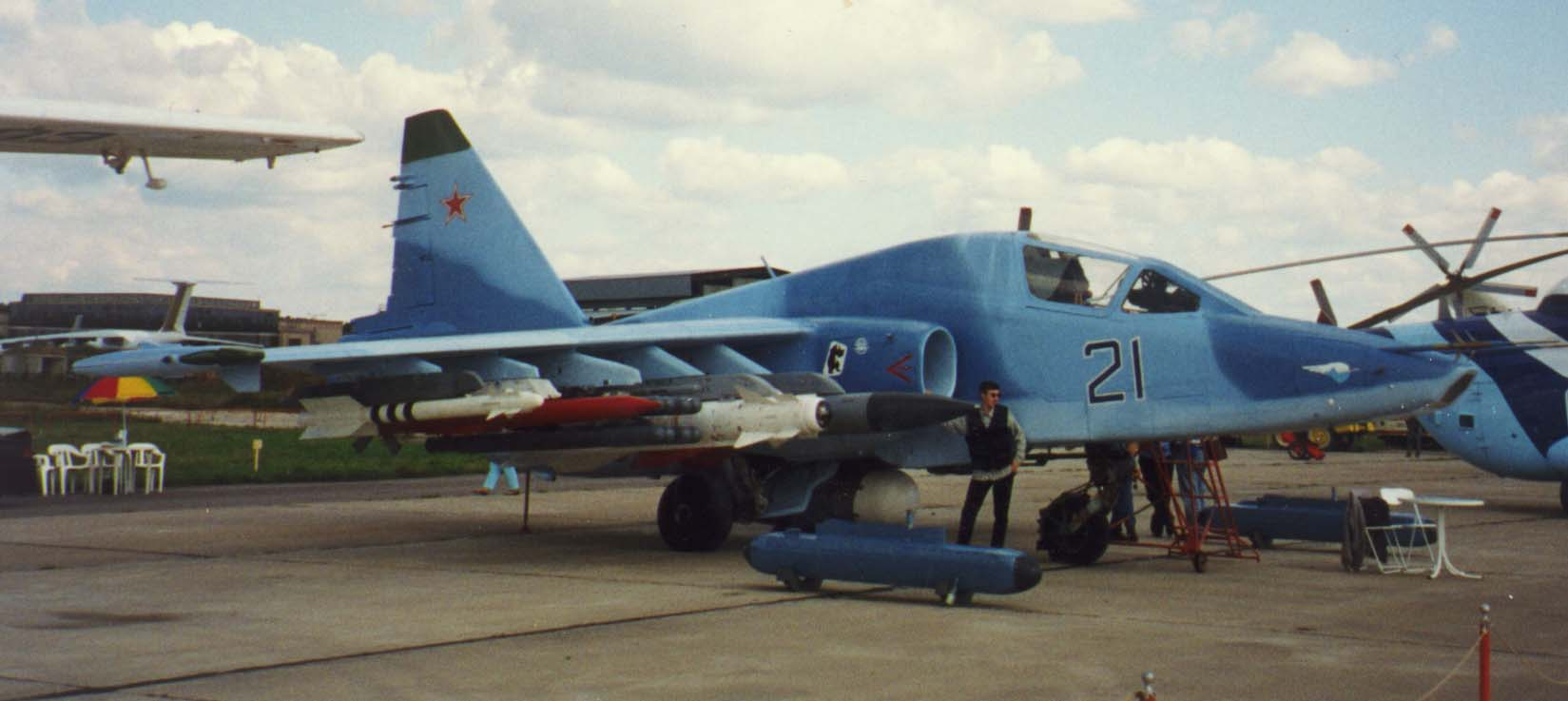
Eine Su-25TM, später als Su-39 bezeichnet

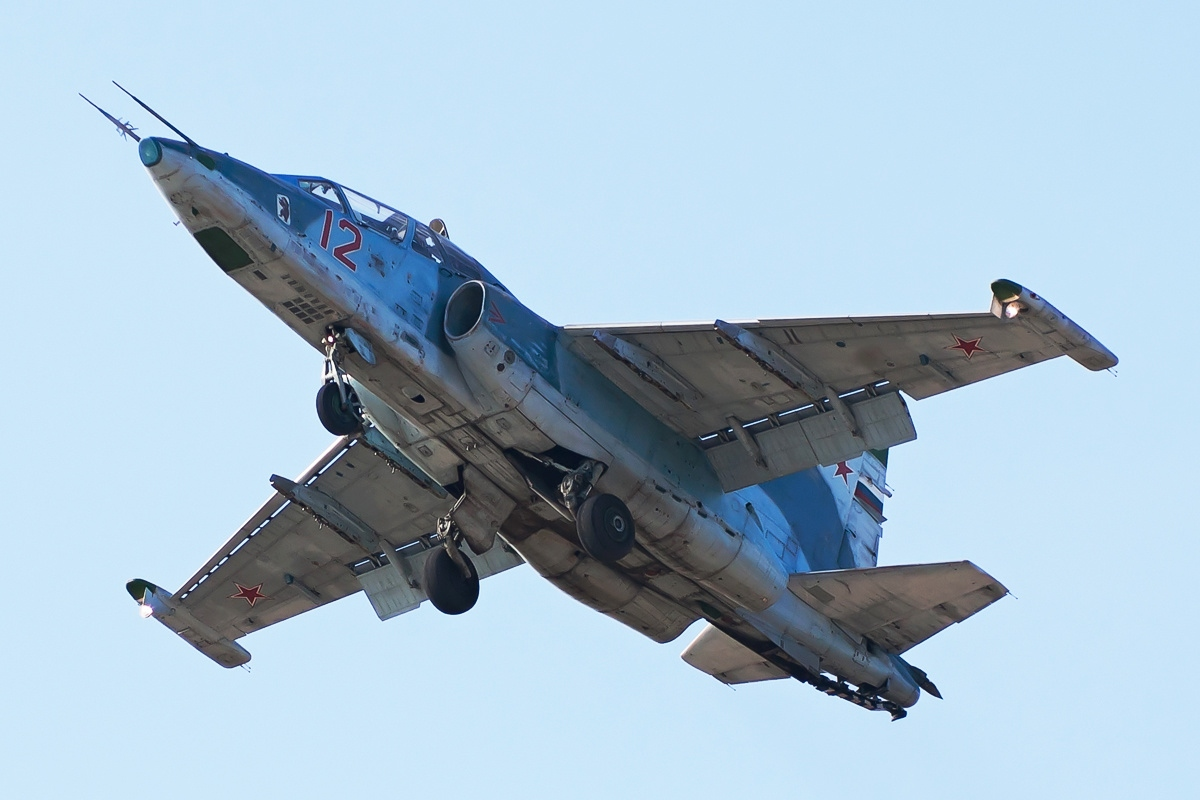
Su-25UTG mit Fanghaken für den Einsatz auf der Admiral Kusnezow

| Name                            | Beschreibung |
| ------------------------------- | --- |
| Su-25 (Frogfoot-A)              | Basisversion, zunächst mit R-95Sch-, später jedoch R-195-Triebwerken. Die Standard-Kanonen-Bewaffnung der Su-25 Frogfoot-A ist die zweiläufige 23-mm-Kanone GSch-23L im unteren linken Teil der Nase. |
| Su-25K (Frogfoot-A)             | Exportversion der Su-25, gebaut ab 1984. |
| Su-25 (Frogfoot-B)              | 1984, mit einer zweiläufigen 30-mm-Kanone, Typ GSch-302 /AO-17A (Kampfsatz: 250 Schuss Panzerbrand- bzw. Splitter-Spreng-Geschosse, die in einer definierten Reihenfolge in einem Gliederzerfallgurt befestigt sind). |
| Su-25UB (Frogfoot B)            | Zweisitzige Trainermaschine mit erhöhtem Seitenleitwerk und Beibehaltung der Möglichkeit zu Kampfeinsätzen. Der Prototyp (T-8-U1) flog erstmals am 10. August 1985. Ab 1986 Serienfertigung in Ulan-Ude. |
| Su-25UBK (Frogfoot-B)           | Zweisitziger Trainer für den Export. Gebaut 1986 bis 1989 in Ulan-Ude. |
| Su-25UBP (Frogfoot-B)           | Zweisitziger Trainer für Marine-Einsätze, ging nicht in Serie. Auch Bezeichnung für Maschinen, die in der Ukraine auf den Stand UTG gebracht wurden. |
| Su-28 bzw. Su-25UT (Frogfoot-B) | Reiner Flugtrainer mit weniger starken Triebwerken. Erstflug am 6. August 1985. Kein Serienbau. Die Su-28 wurde in Paris-Le Bourget im Jahr 1989 vorgestellt und vorgeflogen. |
| Su-25UTG (Frogfoot-B)           | Zweisitziger Trainer auf Basis der Su-25UB für den Trägereinsatz auf der Admiral Kusnezow mit Fanghaken. Erstflug am 1. September 1988. Zehn Stück wurden 1989/90 ausgeliefert. |
| Su-25BM (Frogfoot-A)            | Unbewaffnete Zielschlepp-Version mit TO-70-Winde. |
| Su-25BMK (Frogfoot-A)           | Exportversion der Su-25BM |
| Su-25SM                         | Einsitzige Version für den Einsatz modernster Lenkwaffen und modernisierter Avionik (z. B. eingebauter Laserzielbeleuchter). Die Zuladung steigt bei dieser Version auf 5000 kg. Wurde auf der MAKS 2001 in Schukowski gezeigt. Der Erstflug erfolgte am 2. März 2002. Die Lieferung der ersten sechs Stück erfolgte am 28. Dezember 2006. Siehe oben. |
| Su-25UBM                        | Zweisitziger Kampftrainer, siehe oben. Erste Bodentests im Februar 2008. |
| Su-25KM (Skorpion)              | Mit Unterstützung der israelischen Firma Elbit aufgewertete Version mit modernerer Elektronik und der Möglichkeit, Waffensysteme aus dem Arsenal der NATO einsetzen zu können. Dennoch wurde auch bei ihr großer Wert auf die Robustheit des Gesamtsystems gelegt. Erstflug am 14. April 2002 |
| Su-25T                          | Speziell für die Panzerbekämpfung ausgerüstete Version auf Basis der Su-25UB-Zelle mit erhöhtem Seitenleitwerk. Erstflug am 17. August 1984. |
| Su-25TM                         | Modernisiertes Modell der Su-25T auf Basis der Su-25UB mit Radar Kopjo-25TM und größerer Kraftstoffkapazität. |
| Su-25TK                         | Exportversion der Su-25TM, später in Su-39 umbenannt. |
| Su-25M1                         | Ukrainisches Modernisierungsprogramm aus dem Jahr 2010. Dies beinhaltet die Verstärkung der Zelle, GPS-Navigation, verbesserte Selbstverteidigungssysteme und die auch in der Su-39 bzw. Su-25TM verwendeten R-195-Triebwerke. Die Kosten für die Umrüstung eines Flugzeuges belaufen sich auf 1.232.000 US-Dollar. Alle Su-25 sollten auf den Standard M1 umgerüstet werden. Die ersten Flugzeuge wurden 2011 an die ukrainische Luftwaffe übergeben. Es ist nicht bekannt, wie viele Flugzeuge bereits umgerüstet wurden. |
| Su-25SM3                        | Weiterentwickelte Version der Su-25SM, die aufgrund von Erfahrungen des transkaukasischen Krieges von 2008 entwickelt wurde. Sie ist mit Störbehältern zur elektronischen Kampfführung namens Witebsk-25, einem zusätzlichen MFD, verbesserten Funksystemen und Avionik (einschließlich GPS) sowie weiteren elektronischen Systemen ausgestattet. Die Flugtests begannen 2012 und die Maschine wurde 2015 erstmals im Syrienkrieg eingesetzt.                                                                               |

## Produktion
Die einsitzigen Versionen wurden in Tiflis gebaut, die zweisitzigen Versionen in Ulan-Ude. Es entstanden über 1300 Su-25 verschiedener Versionen.

## Technische Daten
| Kenngröße                | Su-25K (Urversion)                                                          | Su-39 (modern. Modell, auch als Su-25TK bekannt)                            |
| ------------------------ | --------------------------------------------------------------------------- | --------------------------------------------------------------------------- |
| Bestimmung               | Exportversion                                                               | Exportversion                                                               |
| Baujahr                  | ab 1984                                                                     | ab 1995                                                                     |
| Besatzung                | 1                                                                           | 1                                                                           |
| Länge                    | 15,36 m                                                                     | 15,33 m                                                                     |
| Spannweite               | 14,36 m                                                                     | 14,52 m                                                                     |
| Flügelfläche             | 30,10 m²                                                                    | 31,10 m²                                                                    |
| Flügelstreckung          | 6,85                                                                        | 6,78                                                                        |

Dreiseitenrisszeichnung

Röntgenschnitt der Suchoi Su-25

| Tragflächenbelastung     | - minimal (Leermasse): 309 kg/m² - maximal (maximale Startmasse): 585 kg/m² | - minimal (Leermasse): 345 kg/m² - maximal (maximale Startmasse): 691 kg/m² |
| Höhe                     | 5,20 m                                                                      | 4,80 m                                                                      |
| Leermasse                | 9.315 kg                                                                    | 10.740 kg                                                                   |
| max. Startmasse          | 17.600 kg                                                                   | 21.500 kg                                                                   |
| Höchstgeschwindigkeit    | 975 km/h                                                                    | 950 km/h                                                                    |
| Steigrate                | 65 m/s                                                                      | 65 m/s                                                                      |
| Lastvielfache            | +6,5/−2g                                                                    | +6,5/−2g                                                                    |
| Dienstgipfelhöhe         | 7000 m ohne Außenlasten                                                     | 12.000 m                                                                    |
| max. Reichweite          | 1950 km                                                                     | 2250 km                                                                     |
| Startstrecke             | 550 m                                                                       | k. A.                                                                       |
| Landerollstrecke         | 400 m mit Bremsschirm                                                       | k. A.                                                                       |
| max. Waffenlast          | 4400 kg                                                                     | 6000 kg                                                                     |
| Triebwerke               | zwei Strahltriebwerke Tumanski R-95Sh                                       | zwei Strahltriebwerke Tumanski R-195                                        |
| Schubkraft               | 2 × 40,17 kN                                                                | 2 × 42,13 kN                                                                |
| Schub-Gewicht-Verhältnis | - maximal (Leermasse): 0,88 - minimal (maximale Startmasse): 0,47           | - maximal (Leermasse): 0,8 - minimal (maximale Startmasse): 0,4             |

## Bewaffnung

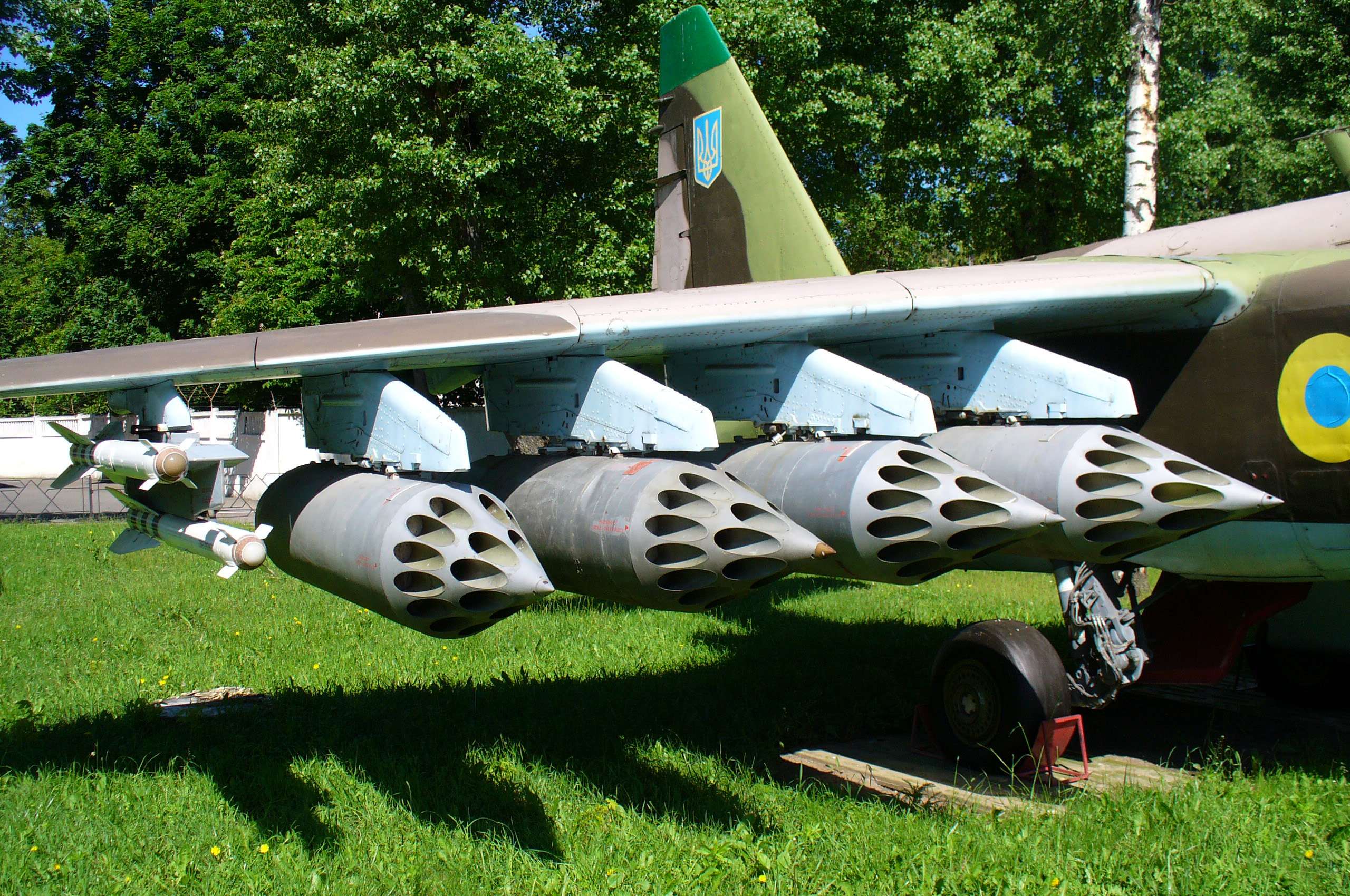
Eine Su-25 im ukrainischen Luftwaffenmuseum. An der Steuerbordtragfläche sind zwei Luft-Luft-Raketen R-60 und vier Startbehälter für ungelenkte Raketen angehängt.

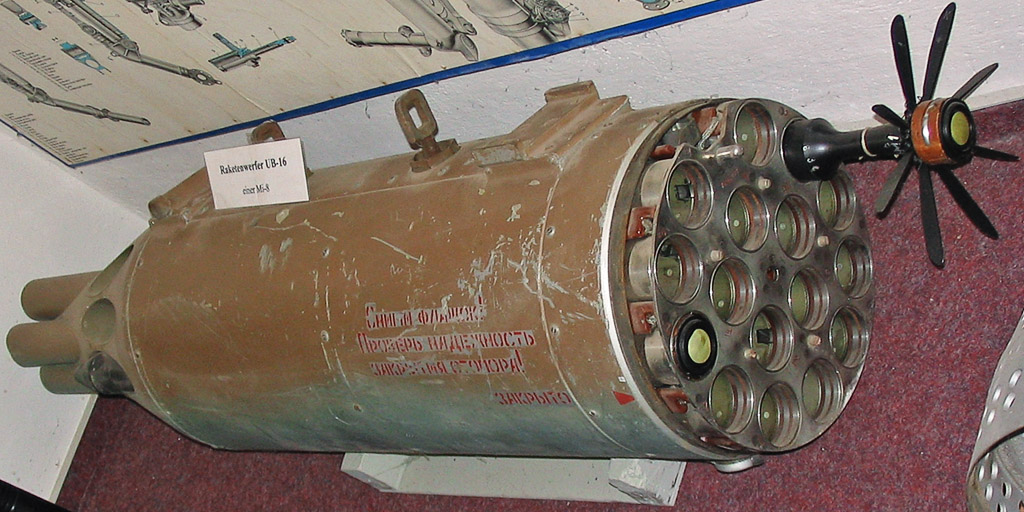
Raketenstartbehälter UB-16

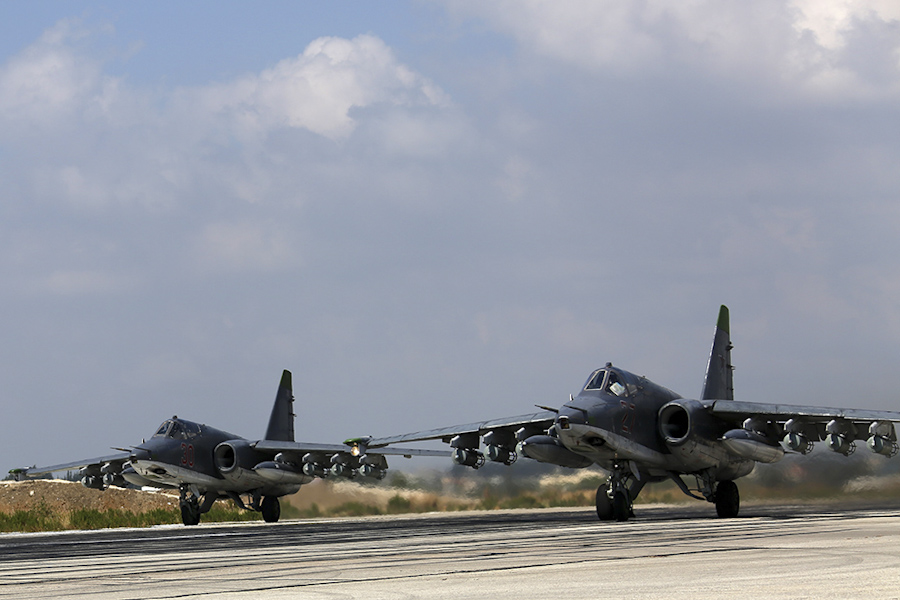
Zwei russische Su-25 während des Syrischen Bürgerkrieges im Oktober 2015 mit Zusatztanks und je sechs OFAB-250-Freifallbomben unter den Tragflächen

Festinstallierte Rohrbewaffnung auf der linken Bugunterseite
- 1 × doppelläufige 30-mm-Maschinenkanone KBP Grjasew-Schipunow GSch-30-2 mit 250 Schuss Munition[11]

Waffenzuladung von bis zu 6000 kg an zehn Außenlaststationen
Luft-Luft-Lenkflugkörper
- 2 × APU-13MT-Startschienen für je 1 × GMKB Wympel R-3S (K-13 oder AA-2A „Atoll“) – infrarotgelenkt, selbstzielsuchend für Kurzstrecken (nur innere Aufhängepunkte)
- 4 × APU-60-1-Startschienen für je 1 × Wympel R-60M (K-60 bzw. AA-8 „Aphid“) – infrarotgesteuert, selbstzielsuchend für Kurzstrecken
- Wympel R-73E[11]

Luft-Boden-Lenkflugkörper
- 4 × Swesda Ch-25ML (AS-10 „Karen“) – lasergelenkter Luft-Boden-Lenkflugkörper[12]
- 2 × Raduga Ch-58 (AS-11 „Kilter“) – Anti-Radar-Lenkflugkörper
- 2 × Wympel Ch-29T/L (AS-14 „Kedge-A“) – Tv / lasergesteuerter Luft-Boden-Lenkflugkörper[13]
- 4 × Swesda Ch-23M (AS-7 „Kerry“) – funkferngesteuerte Luft-Boden-Lenkflugkörper[14]
- 4 × PU-O-25L-Raketenstartbehälter für eine S-25L – lasergelenkter Luft-Boden-Lenkflugkörper; Kaliber 340 mm

Ungelenkte Luft-Boden-Raketen
- 8 × UB-32-A73-Raketenrohrstartbehälter für je 32 ungelenkte S-5-Luft-Boden-Raketen; Kaliber 57 mm
- 8 × B-8M1-Raketen-Rohrstartbehälter für je 20 ungelenkte S-8-Luft-Boden-Raketen; Kaliber 80 mm[11]
- 8 × B-13L-Raketen-Rohrstartbehälter für je 5 ungelenkte S-13-Luft-Boden-Raketen; Kaliber 122 mm[11]
- 8 × APU-68UM3-Raketenstartschiene für eine ungelenkte S-24-Luft-Boden-Rakete; Kaliber 240 mm[11]
- 8 × PU-O-25-Raketenstartbehälter für je eine ungelenkte S-25-Luft-Boden-Rakete; Kaliber 340 mm[11]

Freifallende Bomben

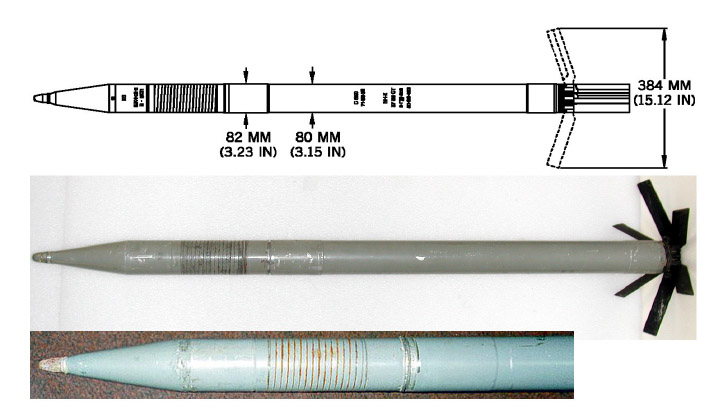
Luft-Boden-Rakete S-8

- 6 × ZAB-500-400 (407-kg-Brandbombe)
- 8 × ZB-500 (450-kg-Napalmbombe)[11]
- 6 × ODAB-500PM (500-kg-Aerosolbombe)
- 6 × RBK-500 (500-kg-Streubombe)
- 6 × BetAB-500SP (447-kg-Anti-Pisten-Bombe)
- 8 × Basalt OFAB-500U (515-kg-Freifallbombe)
- 8 × Basalt RBK-500 (500-kg-Streubombe)
- 8 × Basalt FAB-500M-62 (500-kg-Sprengbombe)
- 8 × ZB-360 (350-kg-Napalmbombe)
- 8 × Basalt FAB-250M-54 (234-kg-Sprengbombe)
- 8 × OFAB-250 (250-kg-Splittersprengbombe)
- 8 × RBK-250-275 (275-kg-Streubombe)
- 8 × ZAB-250 (250-kg-Brandbombe)
- 16 × Basalt OFAB-120TB (120-kg-Aerosolbombe)
- 16 × ZAB-100-105 (100-kg-Brandbombe)
- 32 × Basalt OFAB-100 (100-kg-Splittersprengbombe)
- 32 × Basalt FAB-100 (100-kg-Sprengbombe) an MBD2-67U-Bombenrack (ohne dieses lediglich 8)

Externe Behälter
- 6 × Basalt KMGU-2 (270-kg-Submunitionsbehälter für Kleinbomben und Minen)
- 2 × Waffenbehälter SPPU-687 mit je einer 30-mm-Kanone Grjasew-Schipunow GSch-1-30 und 150 Schuss Munition
- 4 × Waffenbehälter SPPU-22-01 mit je einer vertikal beweglichen GSch-23L-Maschinenkanone (40 Grad nach unten schwenkbar) mit 260 Schuss Munition
- 1 × Stör-/Täuschbehälter SPS-141MWG-E Gwosdika für die elektronische Kriegführung
- 4 × abwerfbarer Zusatztank PTB-800 für 840 Liter Kerosin[11]
- 4 × abwerfbarer Zusatztank PTB-1150 für 1160 Liter Kerosin[11]

### Bewaffnung ab Su-25T
Luft-Luft-Lenkflugkörper
- 6 × Wympel R-27R1 (AA-10 „Alamo“) – infrarotgelenkte Mittelstrecken-Luft-Luft-Lenkflugkörper
- Wympel R-77 (AA-12 „Adder“ oder als Exportbezeichnung RWW-AE) – radargelenkte Langstrecken-Luft-Luft-Lenkflugkörper in Kombination mit Radarbehälter[15]
- 8 × Wympel R-73 (AA-11 „Archer“) – infrarotgelenkte Kurzstrecken-Luft-Luft-Lenkflugkörper

Marschflugkörper
- 2 × AKU-58-Startschiene für eine MKB Raduga Ch-59 „Owod“ (AS-13 „Kingbolt“) – radargesteuert

Luft-Boden-Lenkflugkörper
- 2 × UPP-800-Aufhängungen mit je 8 × KBP 9A4172 „Wichr-1“ (lasergesteuerte Panzerabwehrlenkrakete)
- 2 × AKU-58M-Startschiene für je eine Tactical Missiles Corporation JSC Ch-31P (AS-17 „Krypton“) – passiver Antiradar-Lenkflugkörper
- 2 × AKU-58M-Startschiene für je eine Tactical Missiles Corporation JSC Ch-31A (AS-17 „Krypton“) – radargelenkter Schiffszielkörper
- 4 × AKU-58-Startschiene für je 1 × Raduga Ch-58U (AS-11 „Kilter“) – Radarbekämpfungslenkflugkörper
- 4 × Swesda Ch-35 „Uran“ / 3M24 (AS-20 „Kayak“) – Antischifflenkflugkörper

Gelenkte Bomben
- 4 × BD-3U-Aufhängung für je 1 × Region JSC KAB-500L (lasergelenkte 500-kg-Bombe)
- 4 × BD-3U-Aufhängung für je 1 × Region JSC KAB-500KR (fernsehgelenkte 500-kg-Bombe)

Externe Behälter
- 1 × Tekon/Elektron-APK-9E-Funkdatenübertragungsbehälter als Relais der Lenksignale für die Ch-59 und KAB-500KR

## Selbstverteidigungssysteme
Aufgrund der Erfahrungen aus dem Einsatz in Afghanistan versahen die Sowjets ihre Su-25 oberhalb der Triebwerksauslässe mit zwei bis vier in Doppelreihen und beidseits des Heckstachels nebeneinanderliegende Doppelreihen angeordneten Täuschkörperwerfern-ASO-2W.
- 8 × Täuschkörperwerfer Artem ASO-2W mit je 32 Täuschkörpern

## Einsätze

### Afghanistan

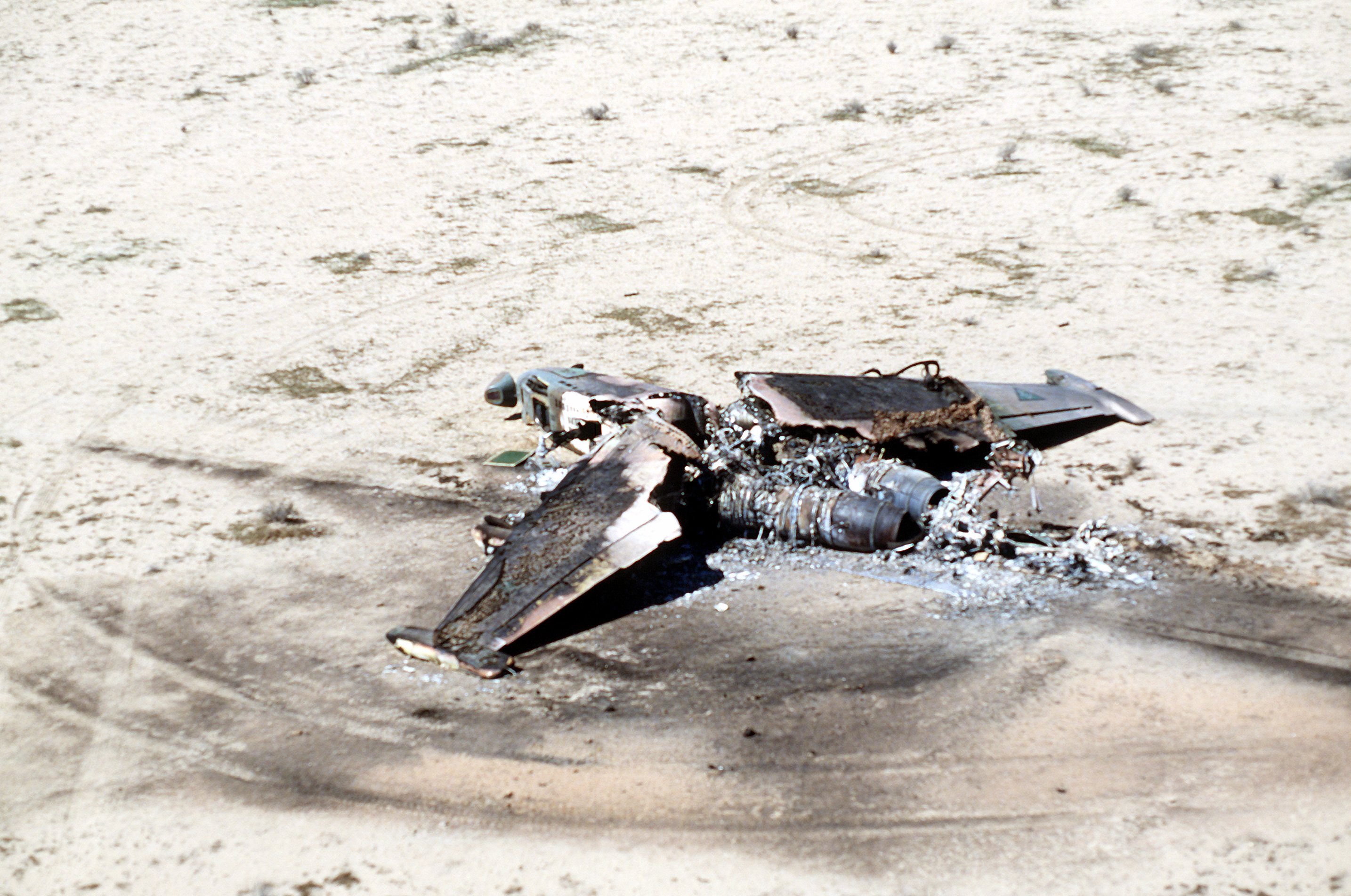
Eine während des zweiten Golfkrieges zerstörte Su-25

Im Jahr 1981 wurde das Flugzeug in den Dienst der sowjetischen Streitkräfte gestellt, die offizielle Übernahme in die Bewaffnung wurde jedoch erst 1987 bekanntgegeben. Bereits von April bis Juni 1980 waren die beiden Prototypen T-8-1D und T-8-3 in Afghanistan in einer Erprobungseinheit vom in der Provinz Herat gelegenen Flugplatz Shindand aus unter Einsatzbedingungen getestet worden. Bis zum 16. Mai 1980 absolvierten beide Su-25 mit den Piloten Wladimir Solowjow und Waleri Muzika des Forschungsinstituts der Luftstreitkräfte (NII WWS) 100 Flüge, davon waren 44 Gefechtseinsätze. Sie erhielten nach dem offiziellen Ende des als Operation „Rhombus 1“ bezeichneten Testeinsatzes am 30. Dezember 1980 durchweg gute Kritiken, sodass ein schnellstmöglicher Einsatz im Kriegsgebiet angestrebt wurde, denn die Su-25 erwies sich für die Bedingungen des afghanischen Hochlandes besser geeignet als beispielsweise die für Bodenangriffe in den engen Bergtälern zu schnelle Su-17. Die ersten Vorserienflugzeuge T-8-4 erhielt das in Aserbaidschan stationierte 80. Schlachtfliegerregiment im April 1981 und nach Ausbildung der Besatzungen wurde dessen 200. Staffel am 19. Juni 1981 mit zwölf Flugzeugen nach Shindand verlegt und einige Tage später erstmals eingesetzt. Während des Krieges wurden die Flugzeuge mit einem minimalen Wartungsaufwand und zum Teil von Feldflugplätzen aus eingesetzt. Die Su-25 hat sich bei der Bekämpfung der afghanischen Widerstandstruppen als äußerst effektiv erwiesen. Bei den Rebellen war sie wegen ihrer Feuerkraft gefürchtet. Ein ranghoher Kommandeur in Afghanistan nannte sie die „Kalaschnikow der Luftstreitkräfte“, die Waffe, auf die man sich immer verlassen kann. Nach sowjetischen Angaben waren während des neunjährigen Einsatzes in Afghanistan (annähernd 60 000 Einsätze wurden ausgeführt) lediglich 22 Totalverluste zu verzeichnen. Weitere Einsätze der Maschinen in den 1980er Jahren fanden im Krieg des Irak gegen den Iran und im Bürgerkrieg in Angola und im Krieg zwischen Äthiopien und Eritrea statt. In den 1990er Jahren wurden Maschinen dieses Typs in Tschetschenien und in Mazedonien sowie in Peru gegen Drogenschmuggler eingesetzt.

### Tschetschenien
Im ab 1999 geführten Zweiten Tschetschenienkrieg trug die Su-25 mangels anderer geeigneter Erdkampfflugzeuge die Hauptlast beim Angriff auf Bodenziele, denn andere geeignete Typen wie die MiG-23, MiG-27 oder Su-17 waren nach Auflösung der Sowjetunion und der sich anschließend rapide verschlechternden Finanzlage der Streitkräfte im Verlauf der 1990er Jahre ausgemustert worden. Eingesetzt wurde sie vom auf den Plätzen Budjonnowsk und Mosdok stationierten 368. OSchAP (Selbstständiges Schlachtfliegerregiment), wobei auch aus anderen Einheiten überstellte Flugzeuge genutzt wurden. Interessant ist in diesem Zusammenhang auch der Einsatz von einzelnen Su-25 der mittlerweile aufgelösten Kunstflugformation Himmelshusaren (russisch Небесные Гусары), die in ihrer auffälligen weiß-blau-roten Farbgebung flogen. Gewöhnlich erfolgten die Gefechtsflüge in kleinen Formationen, meist paarweise, wobei die Maschinen neben Unterflügel-Zusatztanks entweder mit Freifallbomben oder Kassetten mit ungelenkten Luft-Boden-Raketen ausgerüstet waren.

### Südossetien
Während des Kaukasus-Konfliktes wurden Su-25 Anfang August 2008 sowohl von Georgien als auch von Russland eingesetzt. Die verwendeten russischen Su-25 und Su-25SM gehörten zum 368. und 899. OSchAP (Selbstständiges Schlachtfliegerregiment) und operierten von den Basen in Mosdok und Morosowka aus. Die georgischen Luftstreitkräfte setzten ihre zwölf Su-25, darunter zwei Su-25UB und etwa sechs Su-25KM vom Stützpunkt Marneuli aus ein. Russland bestätigte den Abschuss dreier Su-25 durch die georgische Flugabwehr. Andere Quellen sprechen von insgesamt vier bestätigten Su-25-Verlusten, zwei am 9. August und zwei am 11. August 2008. Die modernisierten Su-25SM, die vor allem gegen Flugabwehrstellungen eingesetzt wurden, hatten dagegen keine Verluste zu verzeichnen.

### Iran
Am 1. November 2012 beschossen zwei iranische Su-25 ein unbemanntes US-Aufklärungsflugzeug vom Typ Predator im internationalen Luftraum vor der Küste des Iran mit ihren Bordkanonen. Die amerikanische Drohne wurde dabei nicht getroffen und kehrte unbeschädigt zu ihrem Stützpunkt zurück.

### Ukraine
Während des Krieges in der Ukraine setzte die ukrainische Luftwaffe bis zum Abkommen von Minsk im September 2014 ihre Su-25 gegen Bodenziele in der Ostukraine ein. Dabei wurden auch ungelenkte Luft-Boden-Raketen des Typs S-8 abgefeuert. Einmal wurden verschiedene Bewaffnungsvarianten für den einzigen Angriff in einem städtischen Raum in der Stadt Luhansk mit acht Toten diskutiert, auf CNN war die Rede von Kanonenbeschuss.
Einen Tag nach dem Abschuss einer An-26, am 15. Juli, wurde in Snischne ein Wohnhaus getroffen. Die Luftwaffe behauptete, an diesem Tag sei wegen des Abschusses am Tag zuvor nicht geflogen worden.
Su-25 der ukrainischen Luftstreitkräfte wurden durch Separatisten über dem Osten der Ukraine angeblich mit tragbaren Einmann-Fla-Raketen abgeschossen. Die Regierung machte für zwei Abschüsse in Grenznähe und großer Höhe Russland verantwortlich.
Andere Su-25 gingen infolge von Kampfbeschädigungen oder technischen Defekten verloren. Die erste Su-25 wurde am 16. Juli 2014 abgeschossen.
Seit dem Beginn des russischen Überfalls auf die Ukraine wurden bis Oktober 2024 33 russische und 20 ukrainische Su-25 über der Ukraine abgeschossen oder wurden beschädigt.
Für den Luftangriff auf das Theater von Mariupol macht die Ukraine eine von Primorsko-Achtarsk gestartete Su-25 des 960. Schlachtfliegerregiments verantwortlich.

Im Sommer 2022 wurde eine russische Su-25SM abgeschossen, der Pilot konnte sich mit dem Schleudersitz retten. Er filmte den Vorfall mit seiner Helmkamera; das Video wurde vom Telegram-Kanal „Russian Fighter-Bomber“ verbreitet.

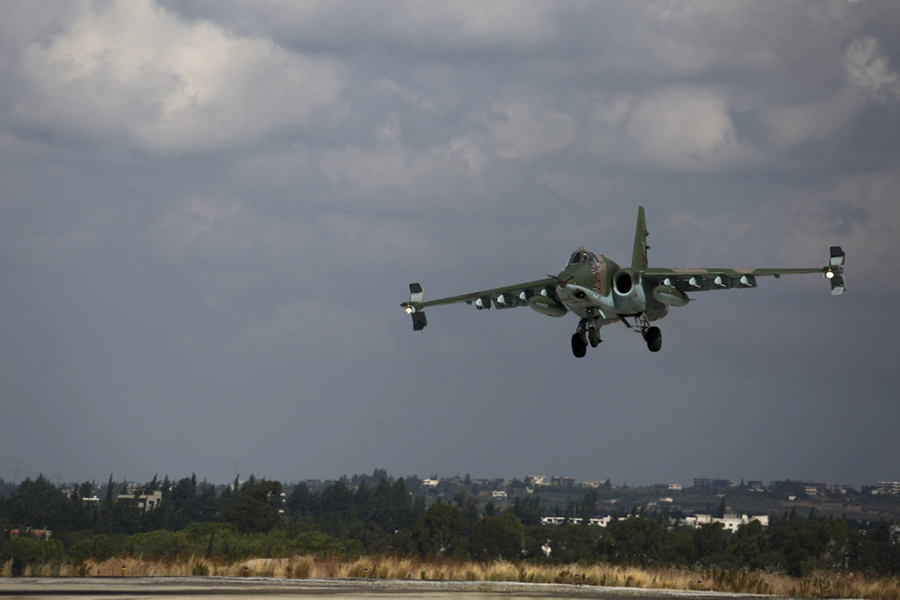
Landende Su-25SM in Ḫumaymīm

### Syrien
Im Rahmen des russischen Militäreinsatzes in Syrien wurden im September 2015 zwölf Su-25SM der russischen Luftstreitkräfte auf dem Militärflugplatz Hmeimim bei Latakia stationiert. Sie fliegen seitdem Einsätze gegen Rebellengruppen und Milizen des Islamischen Staates, um die Regierungskräfte zu unterstützen. Im Januar 2018 waren zehn Su-25 in Hmeimin stationiert. Am 3. Februar 2018 wurde eine Su-25 von der Haiʾat Tahrir asch-Scham, einem Al-Kaida-Ableger, vermutlich mit einer tragbaren chinesischen Flugabwehrrakete abgeschossen. Der Pilot, der den Absturz überlebt hatte, wurde im folgenden Kampf getötet.

## Unfälle
- Am 20. März 2008 explodierte in der Region Primorje nahe der Ortschaft Nowoselskoje und rund 143 Kilometer vor Wladiwostok eine Su-25 des Luftwaffenstützpunkts Tschernigowka, als sie während eines Übungsfluges eine Luft-Boden-Rakete vom Typ S-8 abfeuerte. Der Pilot kam bei dem Unglück ums Leben. Die russische Luftwaffe ordnete ein Startverbot für alle Su-25 bis vorerst Ende April 2008 an.
- Am 30. März 2016 stürzte eine Su-25 in der Nähe des Militärflughafens Tschernigowka in der Region Primorje ab. Der Pilot konnte sich mit dem Schleudersitz retten. Nach vorläufigen Informationen war der Grund ein plötzlicher Ausfall beider Triebwerke. Am Boden kam niemand zu Schaden.[43]
- Am 3. September 2019 stürzte eine unbewaffnete Su-25UB des 368. Schlachtfliegerregiments im Rajon Budjonnowsk (Region Stawropol) während eines Trainingsfluges ab. Beide Piloten, ein russischer Major sowie ein belarussischer Hauptmann, kamen bei dem Unfall ums Leben.[44]
- Am 23. März 2025 verunglückte eine Su-25 bei einem Übungsflug in der russischen Region (Krai) Primorje ab. Laut russischem Verteidigungsministerium war die Maschine unbewaffnet und sie stürzte über unbewohntem Gebiet ab. Der Pilot konnte sich mit dem Schleudersitz retten. Als Grund des Absturzes nannte das Ministerium eine „technische Störung“.[45]

## Nutzerstaaten

### Aktuelle Nutzer
- Äquatorialguinea – Per Ende 2023 befanden sich 4 Su-25 im Dienst.[46]
- Äthiopien – Per Ende 2023 befand sich eine Su-25 im Dienst.[46]
- Angola – Per Ende 2023 befanden sich 11 Su-25 im Dienst.[46]
- Armenien – Per Ende 2023 befanden sich 13 Su-25 im Dienst.[46]
- Aserbaidschan – Per Ende 2023 befanden sich 12 Su-25 im Dienst.[46]
- Belarus – Per Ende 2023 befanden sich 56 Su-25 im Dienst.[46]
- Bulgarien – Per Ende 2023 befanden sich 7 Su-25 im Dienst.[46]
- Demokratische Republik Kongo – Per Ende 2023 befanden sich 6 Su-25 im Dienst.[46]
- Elfenbeinküste – Per Ende 2023 befanden sich 2 Su-25 im Dienst.[46]
- Irak – Per Ende 2023 befanden sich 25 Su-25 im Dienst.[46]
- Kasachstan – Per Ende 2023 befanden sich 15 Su-25 im Dienst.[46]

- Niger – Per Ende 2023 befanden sich 2 Su-25 im Dienst.[46]
- Nordkorea – Per Ende 2023 befanden sich 38 Su-25 im Dienst.[46]
- Peru – Per Ende 2023 befanden sich 8 Su-25 im Dienst.[46]
- Russland 
 Russische Luftstreitkräfte – Per Ende 2023 befanden sich 176 Su-25, Su-25SM, Su-25SM3 und Su-25UB im Dienst.[46]
Russische Marineflieger – Per Ende 2023 befanden sich 8 Su-25UTG im Dienst.[46]
- Sudan – Per Ende 2023 befanden sich 12 Su-25 im Dienst.[46]
- Tschad – Per Ende 2023 befanden sich 9 Su-25 im Dienst.[46]
- Turkmenistan – Per Ende 2023 befanden sich 25 Su-25 im Dienst.[46]
- Ukraine – Per Ende 2023 befanden sich 20 Su-25 im Dienst.[46]
- Usbekistan – Per Ende 2023 befanden sich 13 Su-25BM im Dienst.[47]

### Ehemalige Nutzer
- Äthiopien – Spätestens bis zum Januar 2018 ausgemustert.[48]:463 Der gesamte Bestand wurde 2025 an die Ukraine verschenkt.[49]
- Gambia – Spätestens bis zum Januar 2018 ausgemustert.[48]:465
- Georgien – Spätestens bis Ende 2023 ausgemustert.[46]
- Iran – Spätestens bis Ende 2023 ausgemustert.[46]

- Nordmazedonien – Spätestens bis zum Januar 2018 aus der Luftwaffe ausgemustert.[48]:127
- Slowakei – Spätestens bis zum Januar 2018 ausgemustert.[48]:146
- Tschechien – Spätestens bis zum Januar 2018 ausgemustert.[48]:95

## Bilder

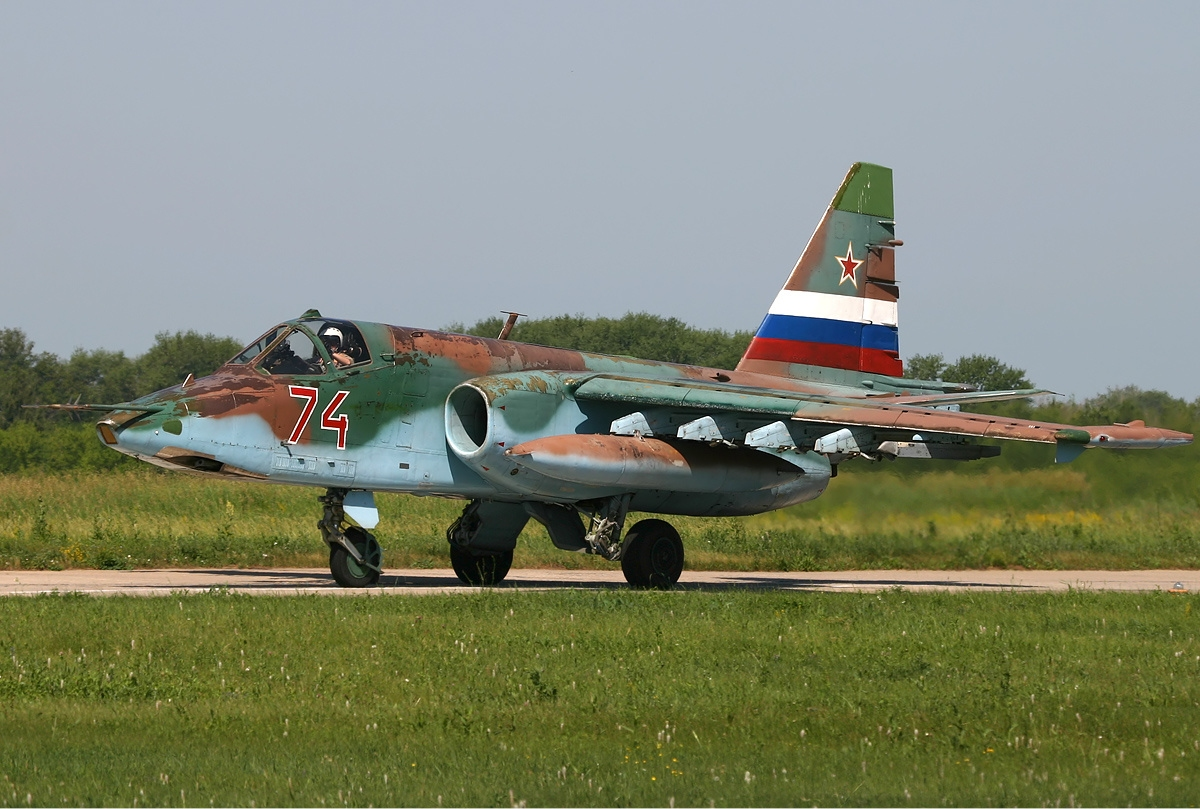
Su-25 der russischen Luftwaffe in Sonderbemalung
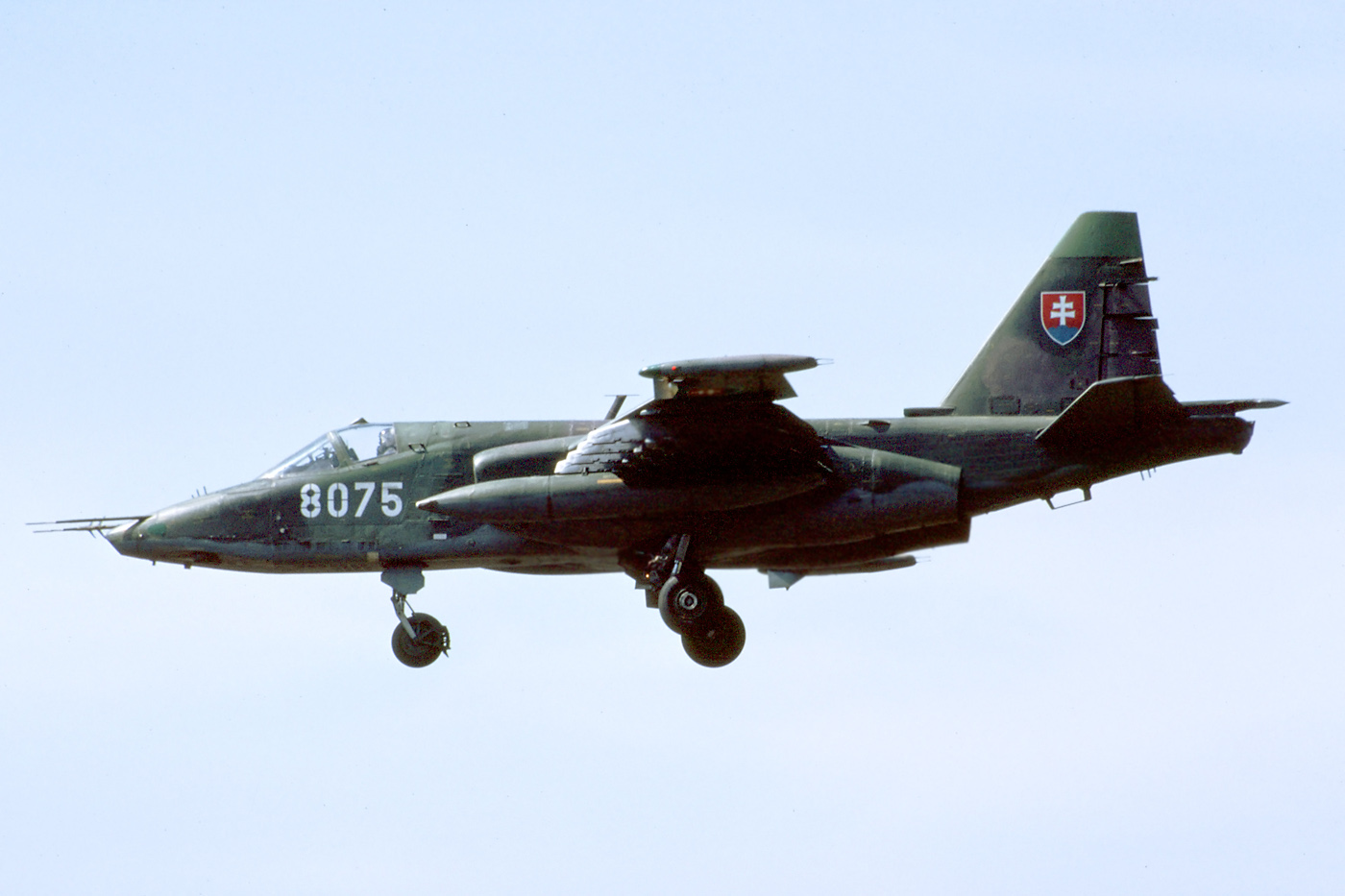
Slowakische Su-25
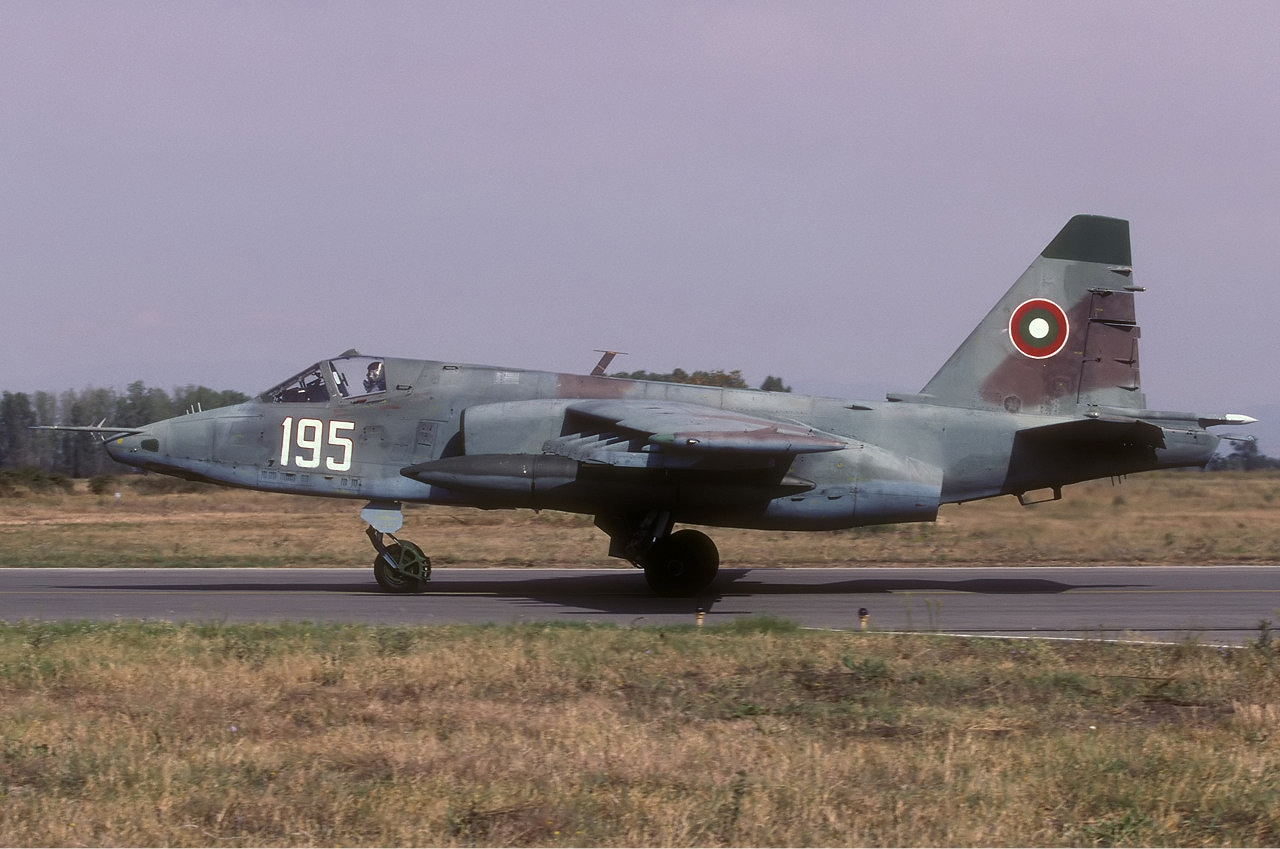
Bulgarische Su-25K
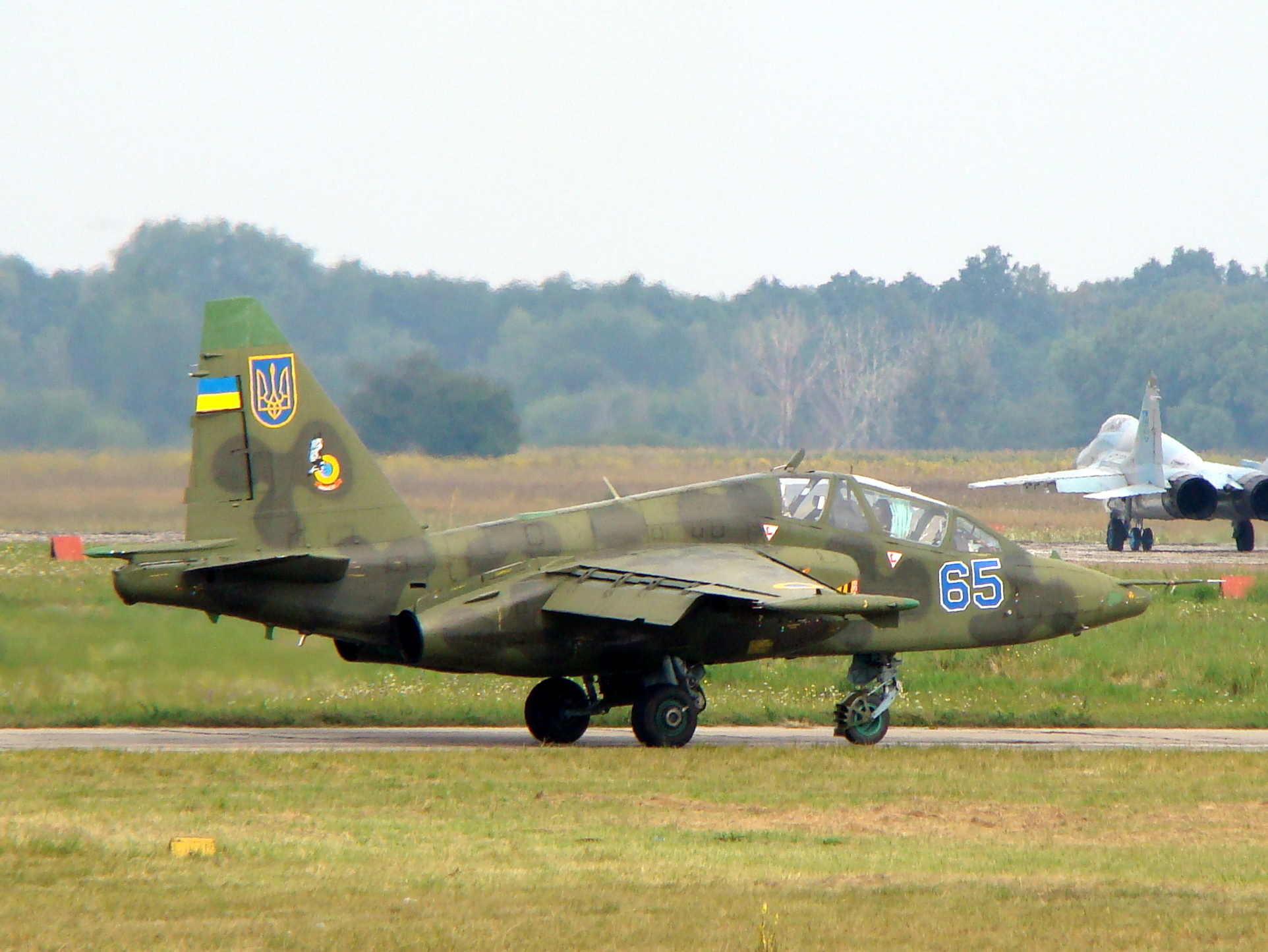
Ukrainische Su-25UB
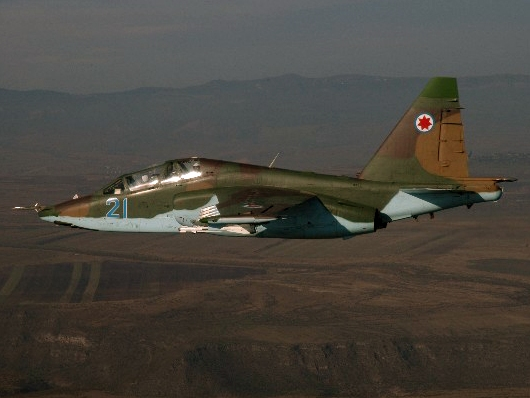
Su-25UB der georgischen Luftwaffe
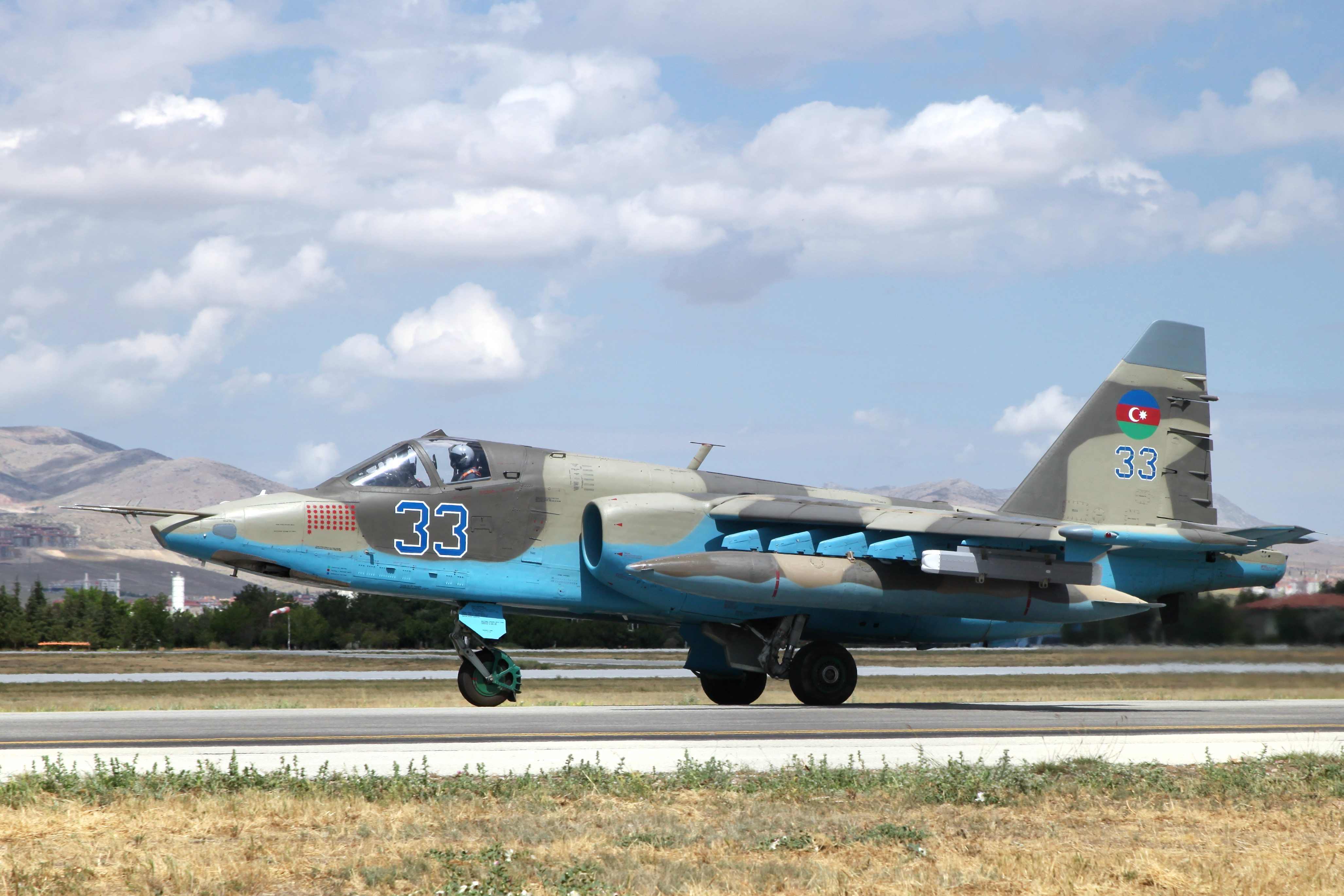
Su-25 der Aserbaidschanischen Luftwaffe
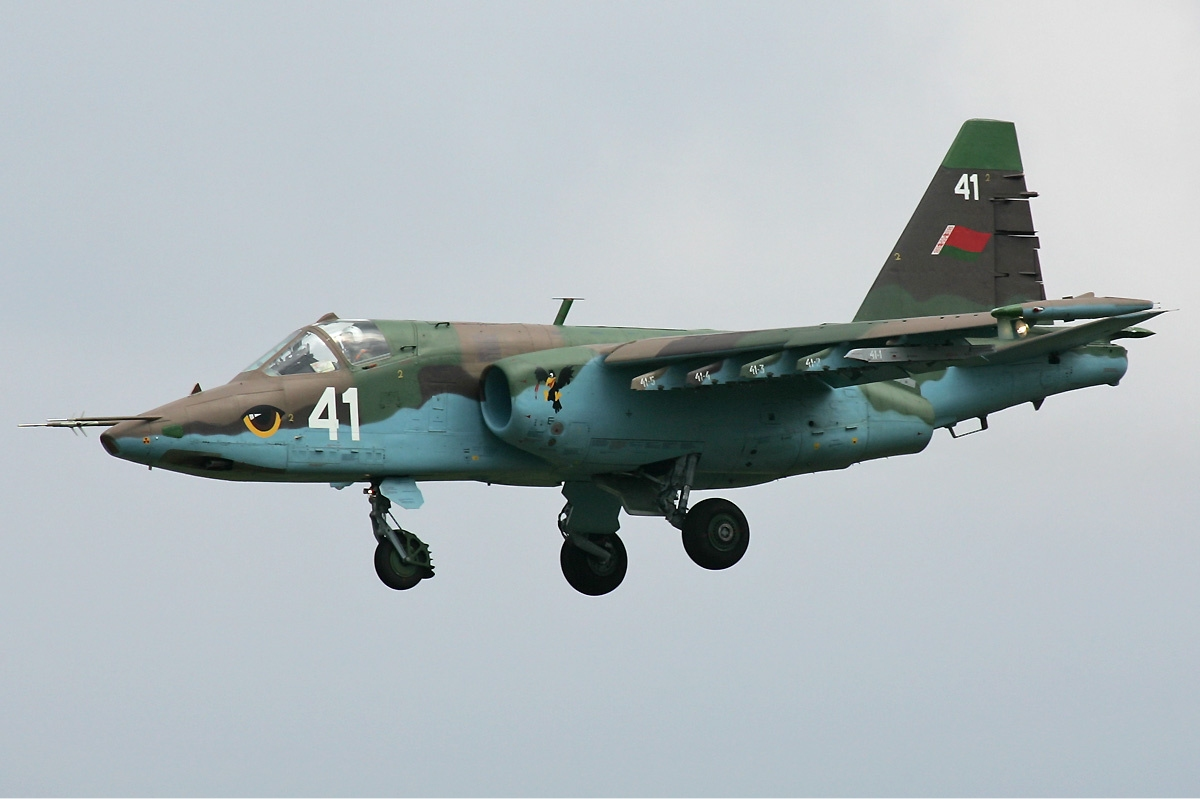
Belarussische Su-25
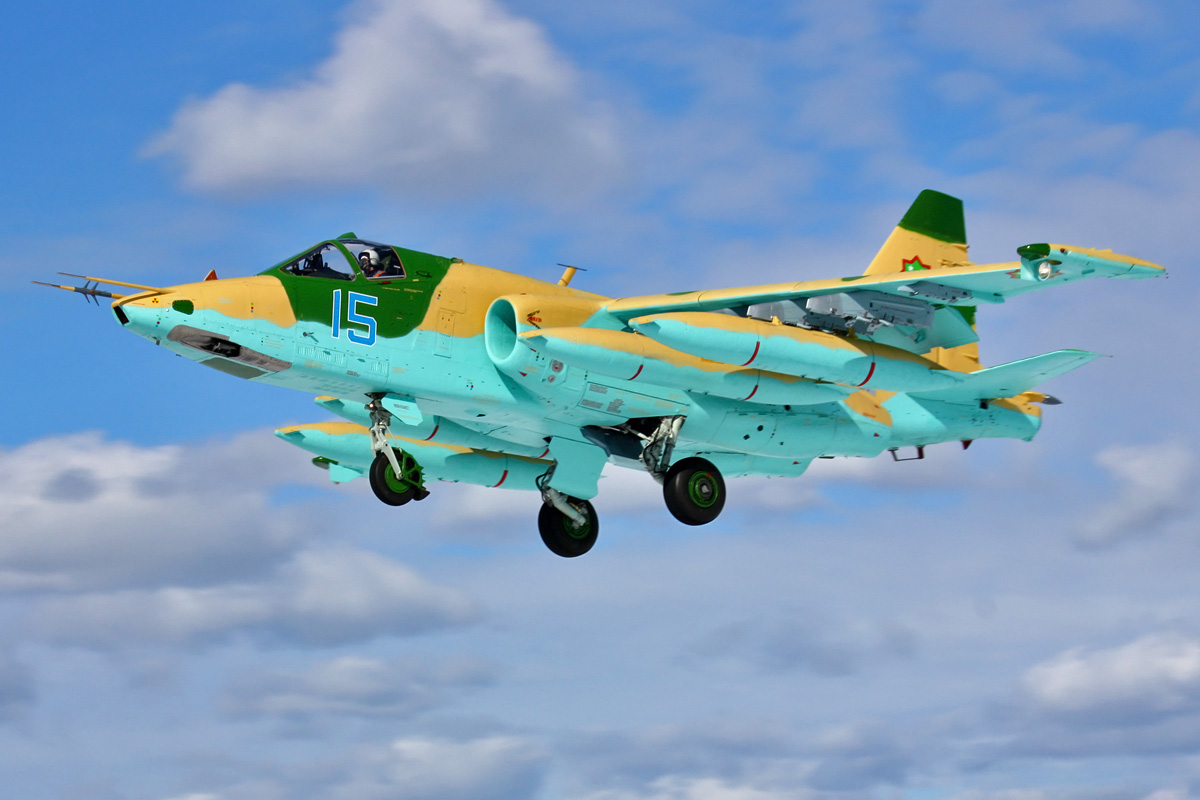
Su-25 der turkmenischen Luftstreitkräfte

## Sonstiges
Die Su-25 ist in verschiedenen Flugsimulationen verfügbar, unter anderem in War Thunder, Su-25 Stormovik, DCS World und in Lock On.